# Alfred William Bennett
Alfred William Bennett (Clapham, 24 giugno 1833 – Londra, 23 gennaio 1902) è stato un botanico britannico.

## Biografia
Conseguì il Baccalaureato in Arte, con menzione speciale per la chimica e la botanica, all'Università di Londra nel 1853, poi il Master nel 1855 e un Baccalaureato in Scienze nel 1858. Nel medesimo anno sposò Katherine Richardson.
Agli inizi, dal 1858 al 1868, svolse l'attività di libraio, poi, divenuto tutore della famiglia di Gurney Barclay, cominciò a tenere dei corsi di botanica al Bedford College e all'Ospedale St. Thomas. Divenne quindi assistente di Sir Joseph Norman Lockyer, (1856-1920), dal 1870 al 1874. Fu membro della Società linneana di Londra, nonché della Società reale di microscopia.
A partire dal 1897 fu l'editore del Notiziario della Società reale di microscopia.

## Opere
- Numerosi lavori sulle crittogame, le alghe di acqua dolce e sull'impollinazione delle piante alpine.
- Traduzione di "Lehrbuch der Botanik" di Julius Sachs (1832-1897), in collaborazione con William Turner Thiselton-Dyer (1843-1928).
- "A Narrative of a Journey in Ireland" (1847).
- "Handbook of Cryptogamic Botany" (1889), con George Robert Milne Murray (1858-1911).
- "Flora of Alpes" (due volumi) (1896-1897).